# Fred Moore (animador)
Robert Fred Moore (Los Angeles, 7 de setembro de 1911 - Burbank, 23 de novembro de 1952) foi um designer e animador americano. Membro histórico dos estúdios da Disney, é conhecido por seu trabalho no estilo e animação de Mickey Mouse, incluindo o modelo criado em 1938 para a sequência de O aprendiz de feiticeiro em Fantasia (1940). 
Moore também era conhecido fora dos estúdios por seus desenhos de mulheres, muitas vezes nuas, conhecidas como "as garotas de Freddie Moore". Encontramos esse estilo gráfico em certas produções da Disney, como os "centauros" da Sinfonia Pastoral em Fantasia ou as adolescentes de All the Cats Join In, uma sequência de The Music Box (1946). 
Fred Moore foi nomeado Disney Legend em 1995, embora não faça parte dos "Nove Reis Magos da Disney", o núcleo histórico dos animadores da Disney. 

## Biografia
Fred Moore nasceu em Los Angeles, Califórnia, Estados Unidos. Em sua juventude, ele frequentou a Escola Politécnica de Los Angeles. Depois, ele forneceu alguns desenhos para o Los Angeles Junior Times. 
Ele entrou nos estúdios da Disney em agosto de 1930, aos 19 anos. Ele trabalhou em alguns curtas-metragens como assistente de Les Clark e foi nomeado em outubro de 1932 para a série Mickey Mouse e Silly Symphonies. Sua primeira participação conhecida é The Bird Store (1932) como aprendiz de Norman Ferguson. Em 1932, ele participou da produção dos Três Porquinhos, antes de Walt Disney o nomear, em 1934, diretor de animação dos personagens dos anões no primeiro filme de animação, Branca de Neve e os sete anões (1937). De acordo com Frank Thomas e Ollie Johnston, ele foi escolhido para supervisionar a animação do filme ao lado de Norman Ferguson, Hamilton Luske e Vladimir Tytla por causa da "excelente qualidade de seus desenhos".
De acordo com Bob Thomas, ele é um dos animadores que conseguiu infundir humor e características específicas para cada anão. Ele então trabalhou nos personagens de Espoleta (Pinóquio), Timóteo (Dumbo), Centauros e novamente Mickey em Fantasia. Enquanto isso, ele participou de alguns curtas-metragens, alguns dos quais premiados (Three Orphan Kittens, vencedor do Oscar e Le Brave Little Tailor, nomeado). No total, Moore participou de quase 35 curtas-metragens. 
No final da década de 1930, Moore caiu na espiral do álcool, o que afetou seu trabalho e seus relacionamentos com seus colegas e com a Disney.. Alors qu'il vit dans une caravane au sein des studios, il est licencié des studios en 1945 Enquanto morava em uma caravana nos estúdios, ele foi demitido dos estúdios em 1945. Ele consegue um emprego na série Puppetoons da Paramount Pictures até 1947, quando ele foi contratado por Walter Lantz em desenhos animados de Woody Woodpecker e Andy Panda. Ele retornou à Disney no início de 1948.
No início de novembro de 1952, Moore, que ainda está mergulhado em problemas pessoais e relacionados ao álcool, é novamente dispensado pela Disney, o que o deixa sem trabalho e sem seguro de saúde. Alguns meses depois, Fred Moore morreu de um acidente de carro na noite de 23 de novembro de 1952, em Burbank, Califórnia.
Moore acabara de animar as filhas do jogador de beisebol Casey, apelidado de "Caseyettes", no curta-metragem Casey Bats Again, seguindo uma sequência do filme The Music Box, Casey at the Bat (no qual ele não participou). O filme foi lançado quase dois anos após sua morte (1954). 

## Filmografia selecionada

### Longas-metragens
- 1937 - Branca de Neve e os Sete Anões (The Dwarfs)
- 1939 - Pinóquio (Espoleta)
- 1940 - Fantasia (Mickey em O aprendiz de feiticeiro e os centauros em A Sinfonia Pastoral)
- 1944 - The Three Caballeros (créditos entre os animadores)
- 1946 - Música, Maestro!
- 1953 - Peter Pan (esta é sua última participação em um longa-metragem da Disney)

### Curtametragens
- 1932 - Oficina do Papai Noel (Santa's Workshop)
- 1933 - Os Três Porquinhos
- 1934 - O rato voador (The Flying Mouse)
- 1935 - Rei Midas (The Golden Touch);
- 1935 - Three Orphan Kittens
- 1938 - Brave Little Tailor
- 1941 - The Little Whirlwind
- 1941 - The Nifty Nineties (ele aparece caricaturado como Ward Kimball sob o disfarce de Fred & Ward, "os dois meninos inteligentes de Illinois"
- 1951 - Plutopia

## Livros
Não há um livro dedicado exclusivamente a Fred Moore, mas alguns trabalhos se referem a ele: 
- Bob Thomas, Walt Disney : An american original, Hyperion Books, 1976-1994
- Pierre Lambert, Walt Disney : A Era de Ouro, Démons & Merveilles, 2006
- Pierre Lambert, Mickey, Démons & Merveilles, 1998
- Franck Thomas e Ollie Johnston, he Illusion of Life : Disney Animation, edição Disney, 1981-2001